# Peter Krisam

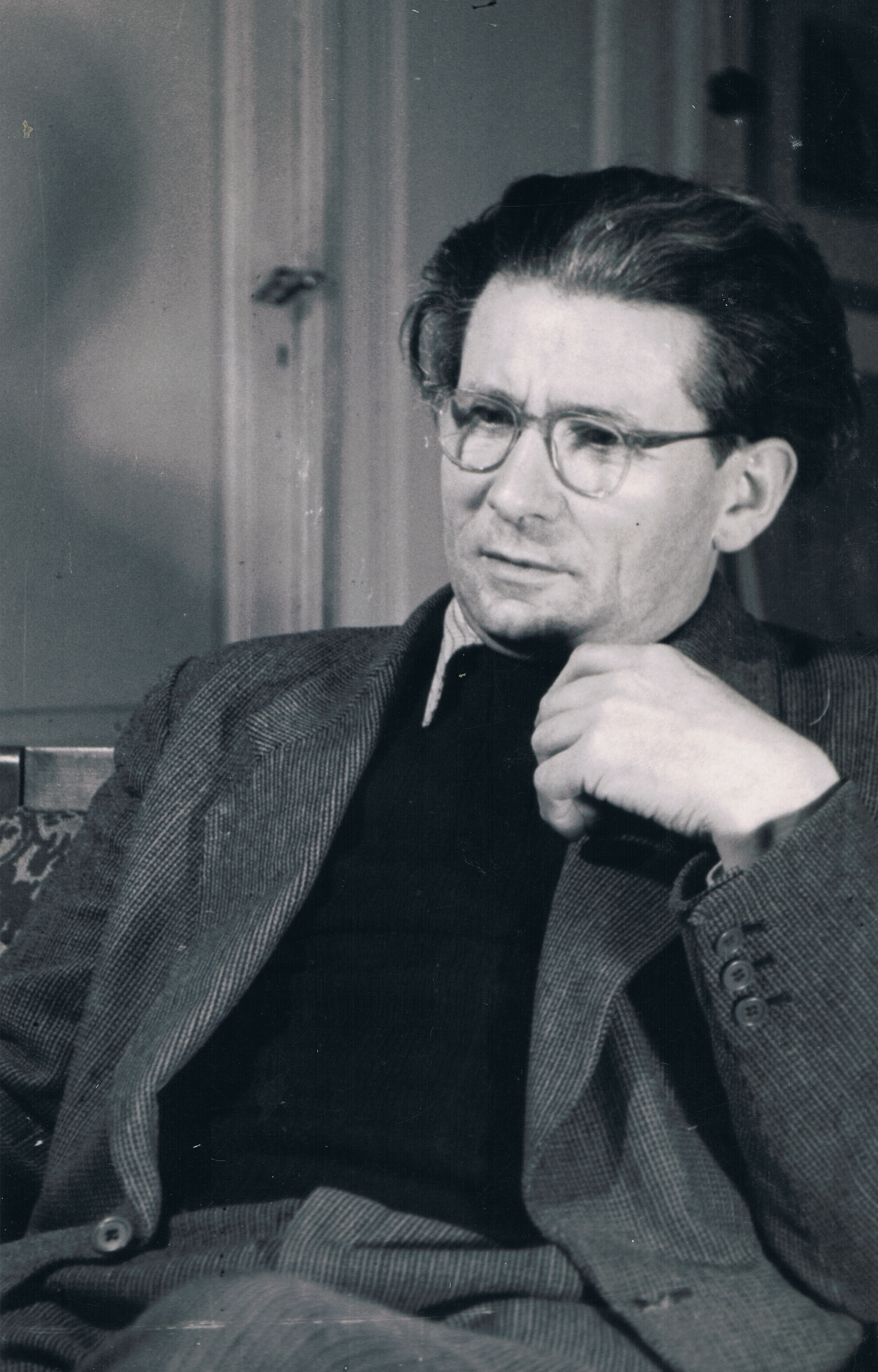
Peter Krisam, Porträtfotografie, 1951. Foto: Stadtmuseum Simeonstift Trier (Nachlass Krisam).

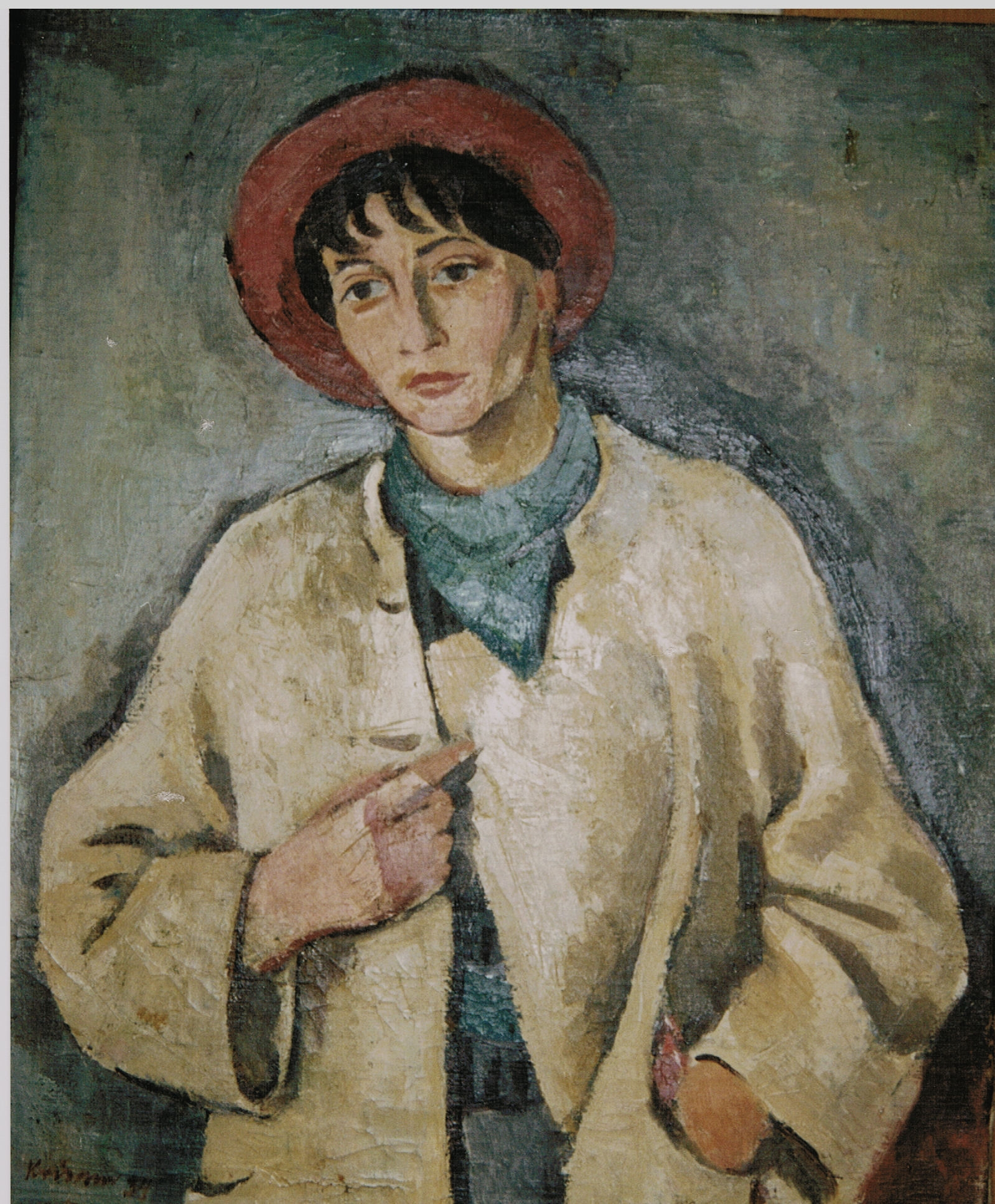
Peter Krisam, Frau mit rotem Hut, 1934, Öl auf Leinwand, 83 × 68 cm, Stadtmuseum Simeonstift Trier.

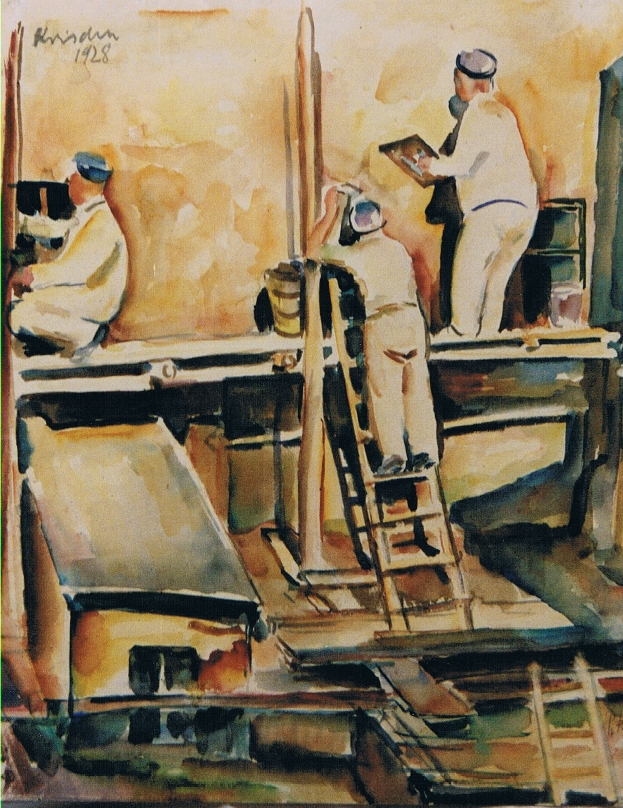
Peter Krisam, Verputzer, 1928, Aquarell, 35 × 44 cm, Stadtmuseum Simeonstift Trier.

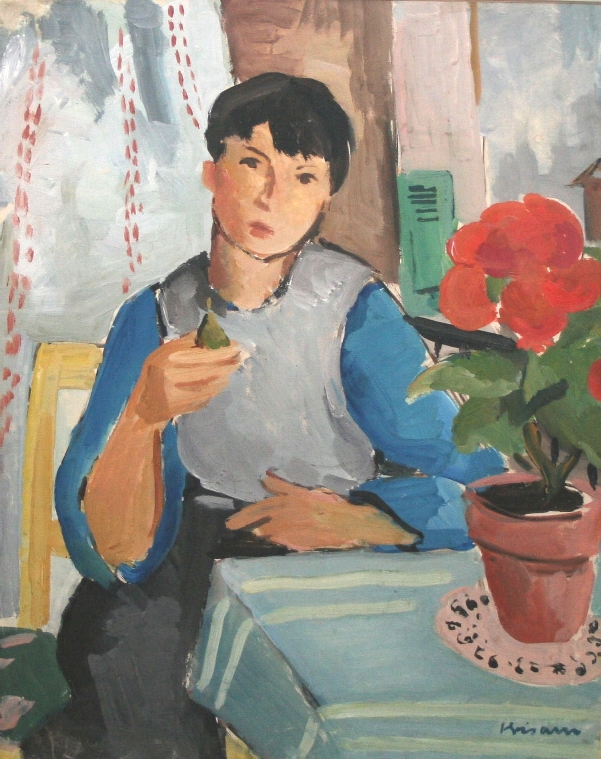
Peter Krisam, Mädchen auf dem Balkon, 1932, Tempera, 38 × 47 cm, Stadtmuseum Simeonstift Trier.

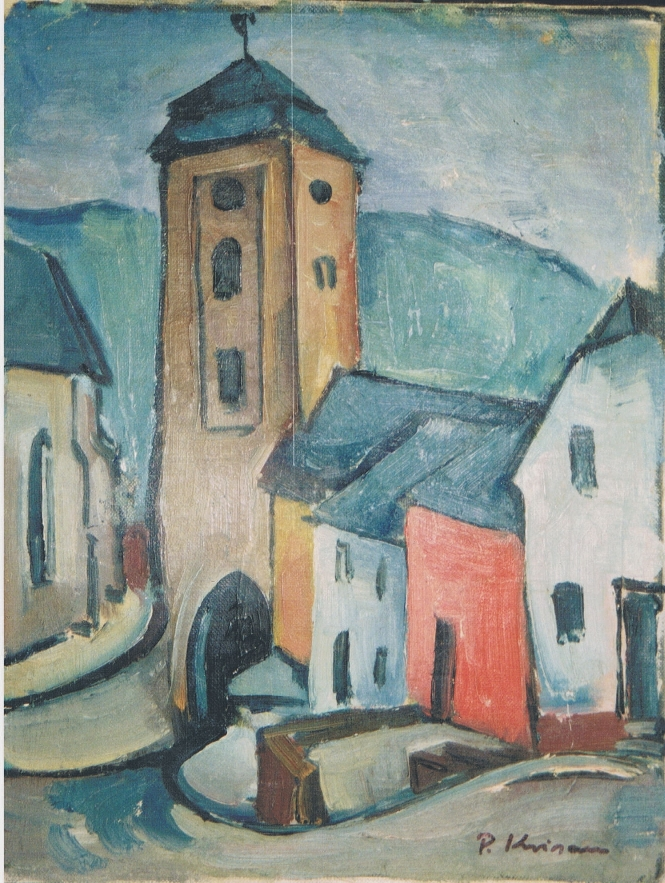
Peter Krisam, Neuerburg/Eifel, 1931, Öl auf Leinwand, 39 × 13 cm, Stadtmuseum Simeonstift Trier.

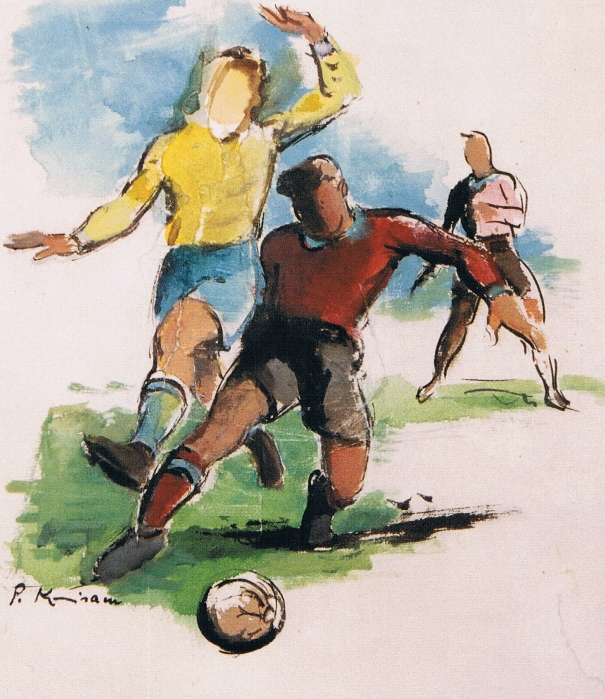
Peter Krisam, Fußballspieler, 1959, Aquarell, 28 × 33 cm, Stadtmuseum Simeonstift Trier.

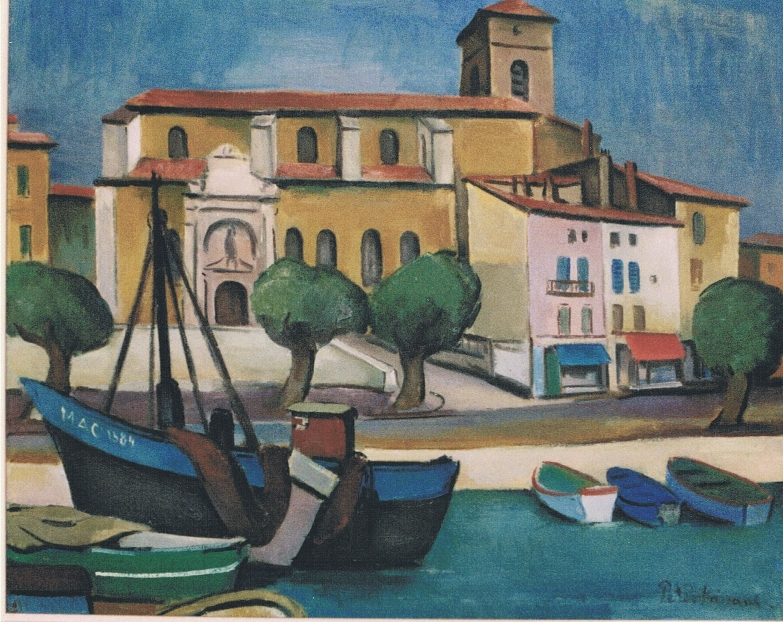
Peter Krisam, Kirche von La Ciotat, 1960, Öl auf Leinwand, Stadtmuseum Simeonstift Trier.

Peter Krisam (* 28. Februar 1901 in Klüsserath; † 15. November 1985 in Trier) war ein deutscher Maler und Kunstlehrer.

## Herkunft und Ausbildung
Peter Krisam wurde im Weinort Klüsserath an der Mosel geboren, wuchs aber ab 1906 in Trier auf. Seine Eltern, der Kaufmann Wilhelm Krisam und Barbara Krisam geborene Kiemes, betrieben dort eine Obst- und Südfrüchtehandlung. Künstlerische Begabung und der Wunsch, Maler zu werden, veranlassten Peter Krisam, von 1918 bis 1921 die Handwerker- und Kunstgewerbeschule Trier mit dem Ausbildungsschwerpunkt Malerei bei  August Trümper zu besuchen. 1922/23 schloss sich ein zweijähriges Volontariat bei einem Dekorationsmaler mit häufiger Tätigkeit in Luxemburg an. Ab 1924 studierte er an der Staatlichen Kunstgewerbeschule in München, vor allem unter dem Maler und Grafiker Robert Engels. Nach dessen Tod 1926 verließ Krisam München und setzte in den Jahren 1929/30 seine Studien nochmals an der Handwerker- und Kunstgewerbeschule Trier fort. In der Folgezeit arbeitete er als freischaffender Künstler in Trier, nach seiner Heirat im Jahre 1937 auch für vier Jahre in Köln.

## Künstlerischer Werdegang
Schon früh entwickelte Krisam eine eigenständige Bildsprache mit hohem Wiedererkennungseffekt. Sie lässt sich stilistisch dem Sammelbegriff des „Expressiven Realismus“ zuordnen, der die gegenständliche Malerei der um 1900 geborenen Künstler bündelt, deren Wirken und Karriere durch zwei Weltkriege, die NS-Diktatur und die einseitige Fokussierung auf Abstraktion und Informel in der Nachkriegszeit vehement beeinträchtigt wurden („Verschollene Generation“). Ihre als progressiv verstandene Existenzmalerei in breitem Stilpluralismus beschloss gleichsam als Ausläufer die Klassische Moderne. Doch auch deren Wegbereiter Paul Cézanne prägte Krisam noch ebenso wie die „Malerei der Goldenen Mitte“, gespeist aus französischem Post-Impressionismus und einem entschärften deutschen Expressionismus, die er in München kennen gelernt hatte.  Als sensibler Kolorist begeisterte er sich zudem für den Fauvismus, allen voran für Henri Matisse, und vertiefte seine Kenntnisse auf mehreren Studienreisen nach Paris. Auch Verbindungslinien zur Kunst von Karl Hofer und August Macke sowie Motivparallelen zum Werk des von ihm hochgeschätzten Luxemburger Malerkollegen Joseph Kutter lassen sich feststellen. Das Destillat aus diesen Einflüssen als Anregung nutzend, gestaltete Krisam seine Bildideen mit eigenwilliger Wirklichkeitssicht und verhaltenem Temperament: Feste Strukturen, aufgebaut aus präzisen Farbflächen in meist gebrochenen Farbwerten, die Reduktion des Motivs auf wesentliche Elemente und eine unaufgeregt registrierende Darstellung wurden zu seinem „Markenzeichen“.

## Bildmotive der Frühzeit
Inhaltlich wandte sich Krisam vor allem dem „Menschenbild“ in Alltag und Arbeitswelt zu. Er schuf zahlreiche Porträts, Reihen großformatiger Figurenbilder mit unprätentiösen Szenen und immer wieder Darstellungen eines in sich versunkenen Frauentyps, gelegentlich stilllebenhaft verfestigt.  Ein weiteres Motivbündel erschloss er sich mit Ansichten aus der heimatlichen Großregion. Hier reizte ihn das Ausloten des Malerischen gegen das Tektonische, die strenge, bis auf geometrische Formen zurückgenommene Architektur, etwa eines Eifeldorfes, inmitten der reinen Naturlandschaft. Die Bandbreite reichte von Ölgemälden in monumentaler Verdichtung bis zu locker gestalteten Aquarellen, begleitet von einer umfangreichen Produktion von Zeichnungen.

## Arbeiten unter dem NS-Regime
1933 wurde Krisam auf seine Bewerbung hin in die Bezirksgruppe Trier des Reichskartells der bildenden Künste aufgenommen und mit der staatlichen Lizenz für Aufträge und Ausstellungen versehen. Entsprechende Aufträge der öffentlichen Hand erledigte er im Rahmen des Erlaubten, jedoch ohne Anbiederung an die erwünschte Blut-und-Boden-Ideologie. Obwohl er nicht in die NSDAP eintrat, konnte er dennoch an den zahlreichen, parteipolitisch gesteuerten Ausstellungen, die in der Zeit des Nationalsozialismus bis fast zum Ende des Zweiten Weltkriegs von der Stadt Trier, vom Kulturverband Gau Moselland oder dem sog. Kunsthaus Luxemburg veranstaltet wurden, mit vielen Exponaten erfolgreich teilnehmen; sein Einkommen aus Verkäufen und Auftragsarbeiten steigerte sich kontinuierlich. Er konzentrierte sich allerdings mehr und mehr auf die Unverfänglichkeit und Marktgängigkeit der Topografie. Vor allem seine Serien von Trier-Ansichten in verschiedenen Techniken und seine Moselbilder trugen ihm große Popularität in der Region ein. 1942 wurde Krisam zum Militärdienst in Trier eingezogen und verbrachte 1945 ein halbes Jahr in amerikanischer Kriegsgefangenschaft. Mit seinen Lager-Darstellungen hinterließ er ein seltenes Dokument dieser bedrängten Zeit.

## Nachkriegszeit und Spätwerk
Im Januar 1946, mit der offiziellen Wiedereröffnung der mehrfach umbenannten Trierer Werkkunstschule, wurde Krisam in das Lehrerkollegium berufen, zunächst noch als Hilfslehrer, ab 1948 fest angestellt. Als politisch unbelastet eingestuft und um die Trierer Kunstszene bemüht, erhielt er im selben Jahr auf seinen Antrag hin von der französischen Militärregierung die Erlaubnis zur Gründung der „Trierer Sezession“, die als lockerer Zusammenschluss und Ausstellungsveranstalter ortsansässiger Kunstschaffender allerdings nur bis 1953 existierte. An der Werkkunstschule erteilte Krisam als Leiter der „Allgemeinen Vorklasse“ den für Studienanfänger verbindlichen Zeichenunterricht und formte über zwei Jahrzehnte, bis zur Erreichung der Altersgrenze 1966, eine ganze Generation regionaler Maler und Bildhauer. Sein hohes schulisches Engagement ließ ihm nur noch begrenzte Zeit für eine private künstlerische Tätigkeit, bei der die Topografie auch jetzt die Beschäftigung mit dem Figürlichen übertraf, zumal seine in Mappen und Kalendern vervielfältigten Ansichten bei Privatsammlern weiterhin auf große Nachfrage stießen. Zahlreiche Reisen nach Südfrankreich ab den 1950er Jahren erweiterten seinen Motivbestand. Seine gegenständliche Malerei kam jedoch gegen das vorschnelle Verdikt des Unmodernen, dessen Auswirkungen erst im letzten Viertel des Jahrhunderts mit der Wiederentdeckung der „Neuen Figuration“ abflachten, nicht mehr an. Er zog sich zurück und blieb für lange Jahre aus dem aktuellen Ausstellungsgeschehen ausgegrenzt.

## Auszeichnung und Ausstellungen
Die erneute öffentliche Wahrnehmung Peter Krisams setzte im Jahre 1980 ein. Die Stadt Trier verlieh ihm für sein Lebenswerk den renommierten Ramboux-Preis und richtete ihm zugleich zum Jahreswechsel 1980/81 eine Retrospektive mit rund einhundert Werken im Stadtmuseum Simeonstift Trier aus. Inhaltlich war sie jedoch wiederum fast ausschließlich den Ansichten aus der Großregion und aus Südfrankreich gewidmet. Erst die 2001 im selben Museum veranstaltete Ausstellung „Malerfreundschaften in bedrohlicher Zeit – Die 30er Jahre in der Region“ präsentierte gezielt auch die qualitätvollen frühen Figurenbilder  des Malers. Der begleitende Katalog (vgl. Lit. Verz.) verzeichnete zudem alle Ausstellungen Krisams seit den 1920er Jahren, an denen er teils als Gast, teils als Mitglied Trierer Künstlervereinigungen teilgenommen hatte und listete ebenso die ihm ab 1984 in Galerien eingerichteten Einzelausstellungen auf.

## Nachlass-Schenkungen
In den Jahren 2013/14 erhielt das Stadtmuseum Simeonstift Trier eine Schenkung von zunächst 83 Gemälden aus dem Nachlass Peter Krisams, gestiftet vom Sohn des Malers und seiner Familie. Weitere, ebenfalls alle Schaffensperioden abdeckende Donationen sind bereits angekündigt.